# Amal Jlizi
Amal Jlizi (arabe : أمل الجليزي) est une actrice tunisienne.

## Télévision

### Séries
- 2008 : Maktoub de Sami Fehri (saison 1) : Sarra
- 2009 : Prison Brika de Borhen Ben Hassouna[2]
- 2012 : Onkoud El Ghadhab de Naïm Ben Rhouma
- 2012 : El Icha Fan d'Amine Chiboub
- 2012 : I Tounsi : Inès
- 2012 : Dipanini de Hatem Bel Hadj
- 2013 : Layem de Khaled Barsaoui
- 2013 : Awled Lebled (pilote) de Selim Benhafsa
- 2014 : Nsibti Laaziza (saison 4) de Slaheddine Essid
- 2016 : Dima Ashab d'Abdelkader Jerbi : Saoussen

### Émissions
- 2013 : Le Braquage (épisode 2) sur Ettounsiya TV

### Vidéos
- 2011 : spot publicitaire pour Tunisiana